# Egoi Martínez de Esteban
Egoi Martínez de Esteban (Etxarri-Aranatz, 15 de maig de 1978) és un ciclista navarrès, ja retirat, que va ser professional entre el 2001 i el 2013. La major part de la seva carrera esportiva va ser en l'equip Euskaltel–Euskadi, excepte un breu període de dos anys que va córrer al Discovery Channel. La seva principal victòria fou una etapa en la Volta a Espanya de 2006. En aquella mateixa edició va guanyar la classificació de la muntanya.
El 28 de desembre de 2013 va fer públic la seva retirada del ciclisme professional després de quedar-se sense equip per la desaparició de l'equip Euskaltel–Euskadi.

## Palmarès
- 2001
  - 1r a la Volta a Lleó
  - 1r a la Santikutz Klasika
- 2003
  - 1r al Tour de l'Avenir
- 2006
  - Vencedor d'una etapa a la Volta a Espanya i  1r de la classificació de la muntanya
- 2008
  - Vencedor de la classificació de la muntanya de la Volta a Euskadi
- 2009
  - Vencedor de la classificació de la muntanya de la Tirreno-Adriatico
  - Vencedor de la classificació de les metes volants de la Volta a Euskadi

### Resultats al Tour de França
- 2004. 41è de la classificació general
- 2005. 48è de la classificació general
- 2006. 42è de la classificació general
- 2007. 61è de la classificació general
- 2008. 50è de la classificació general
- 2009. 44è de la classificació general
- 2010. 40è de la classificació general
- 2011. 34è de la classificació general
- 2012. 17è de la classificació general

### Resultats a la Volta a Espanya
- 2005. 45è de la classificació general
- 2006. 12è de la classificació general. Vencedor d'una etapa i  1r de la classificació de la muntanya
- 2007. Abandona (12a etapa)
- 2008. 9è de la classificació general  Mallot or durant 4 etapes
- 2009. 52è de la classificació general
- 2010. Abandona (14a etapa)
- 2011. 55è de la classificació general
- 2013. 30è de la classificació general

### Resultats al Giro d'Itàlia
- 2013. 22è de la classificació general